# Cougar (trasporto truppe)
Il Cougar è un mezzo corazzato sviluppato per resistere alle mine terrestri e agli ordigni esplosivi improvvisati.

## Sviluppo
Fa parte di una famiglia di veicoli corazzati prodotti dalla Force Protection Industries, che produce diversi mezzi protetti per le mine.
Questi tipi di veicoli sono protetti contro armi leggere, mine terrestri e ordigni improvvisati, grazie all'utilizzo di caratteristiche e materiali che proteggono l'equipaggio e il vano motore.
La loro scocca a forma di "V" li rende adeguati a questo scopo, in modo che l'esplosione riesca a scivolare lungo la corazzatura obliqua, senza danneggiare l'equipaggio o il motore.

## Varianti
Il veicolo Cougar è principalmente disponibile in due diverse versioni: 4×4 e 6×6. È stato sviluppato per il trasporto e la protezione di truppe o materiale.
Tra i vari modelli si citano: Cougar HEV (Hardened engineer vehicle), Badger ILAV (Iraqi Light Armored Vehicle), Cougar JERRV (Joint EOD rapid response vehicle), Cougar ISS, Ridgeback PPV (Protected Patrol Vehicle), Mastiff PPV (Protected Patrol Vehicle), Wolfhound (Heavy Tactical Support Vehicle), MRAP e Tempest MPV (Mine Protected Vehicle).

## Operatori
- Canada per le Canadian Armed Forces[8] - 40 Cougar H [9]
- Regno Unito - 248 Mastiffs, 90 Wolfhound e 157 Ridgbacks ordinati[10][11]
- Iraq 756 Badger 4x4. 109 ordinati per un totale di 865 veicoli.
- Italia 6 Cougar 6x6
- Ungheria 3 Cougar comperati, altri in opzione[12]
- Croazia 4+ donati dall'US Army al contingente dell'Esercito croato in Afghanistan.[13]
- Polonia 40[14]
- Stati Uniti
  - Blackwater USA[15]
  - US Army
  - US Navy
  - US Marine Corps
  - US Air Force
- Ucraina 20+ Wolfhound donati dal Regno Unito in seguito all'invasione russa del 2022